# 北商コーポレーション
株式会社北商コーポレーション（ほくしょうコーポレーション、英: HOKUSHO CORPORATION）は、燃料及び副産品の販売を中心とした商社である。

## 沿革
- 1968年10月1日 - 北炭の石油製品、石炭副産品の販売部門が独立し、北炭商事株式会社を設立する。
- 1975年12月 - 北星石炭販売を合併。
- 1997年1月 - 株式会社北商コーポレーションに商号変更。

## 主な取扱品目
- 石油製品（液化石油ガスを含む）
- 石炭、コークス、煉炭等石炭副産物
- 肥料
- 石炭化学製品（脱臭剤、活性炭等）
- カーボンブラック（タイヤ原料）
- 石炭及び石油化学製品（有機及び無機薬品を含む）
- 合成樹脂及びその加工品

## 公式サイト
- 株式会社北商コーポレーション